# مراد زيازيكوف
مراد زيازيكوف قالب:Lang-inh (و. 1957 – م) هو سياسي من روسيا ولد في أوش.